# Synagogue de Bar-le-Duc
La synagogue de Bar-le-Duc est une synagogue située à Bar-le-Duc dans le département de la Meuse en région Lorraine.
Construite en 1871 dans un style mauresque, elle mélange symboles israélites et éléments typiques de l’architecture de la Renaissance. Elle n'est aujourd'hui plus utilisée comme lieu de culte.
Elle est inscrite aux monuments historiques depuis le 28 février 2013.

## Présentation
La synagogue est de style mauresque, caractéristique des synagogues de la seconde moitié du XIXe siècle dans l’Est de la France.
À l'extérieur, le porche est inscrit dans un arc outrepassé, avec un tympan sculpté de rinceaux et d’entrelacs. La façade avant présente également une rosace dans laquelle figure l'étoile de David, et le mur pignon est couronné des Tables de la Loi. Les symboles israélites sont liés à des pilastres corinthiens, rappelant l’architecture de la Renaissance locale.
Au-dessus de la porte, il est écrit en hébreu le verset biblique de la Genèse 28:17 :
עברית: אֵין זֶה כִּי אִם־בֵּית אֱלֹהִים וְזֶה שַׁעַר הַשָּׁמָיִם׃ (Ce [lieu] n'est autre que la maison de Dieu, Et c'est la porte du ciel.)
À l'intérieur, des décors sont peints sur les murs, et le plafond est en bois.

## Historique
La présence d'une communauté juive à Bar-le-Duc est attestée dès le Moyen Âge. Les juifs jouissent d'une certaine liberté jusqu'au XIIe siècle, époque où l’intolérance et la ghettoïsation les poussent hors des villes. Il faut attendre 1727 pour que soit à nouveau mentionnées des familles juives.
Jusqu’en 1866, la communauté, moins importante qu’à Verdun où est établi le rabbinat de la Meuse, se réunit dans une maison particulière. Finalement, en 1868, un terrain au bord de l’Ornain est acquis dans le but d'y construire une synagogue. Le projet est financé par des souscriptions, la ville de Bar-le-Duc, et une aide de l'État. La construction est menée de 1871 à 1872 par l'architecte Charles Demoget.
À la veille de la Seconde Guerre mondiale, la communauté juive comptait encore plus de 25 familles. La guerre, la déportation et la Shoah ont fait que la communauté est devenue trop petite pour que la synagogue soit encore utilisée comme lieu de culte.
La synagogue en totalité, le jardin et le mur de clôture sont inscrits aux monuments historiques le 28 février 2013.

## Galerie photo

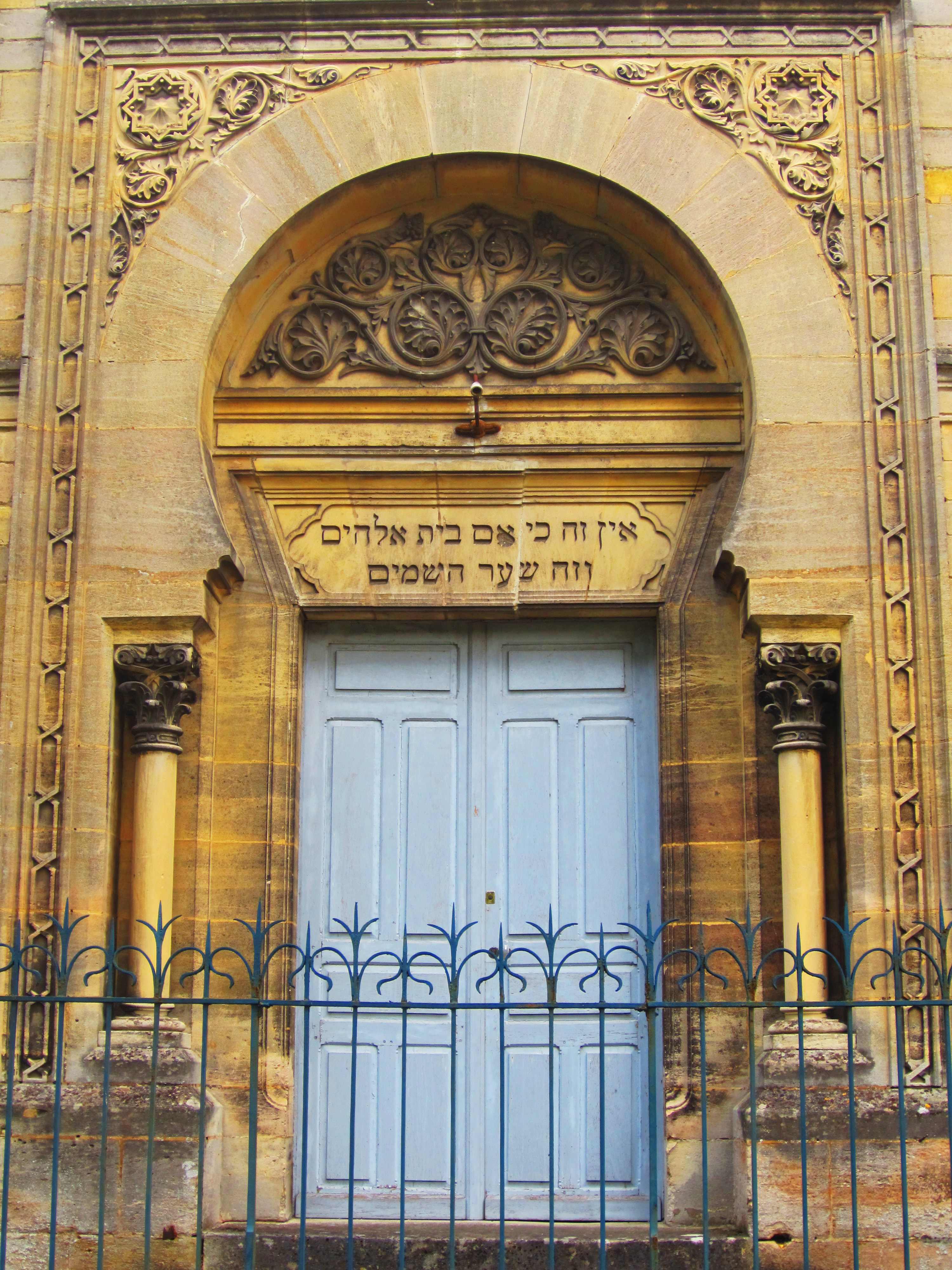
Porte de la synagogue.
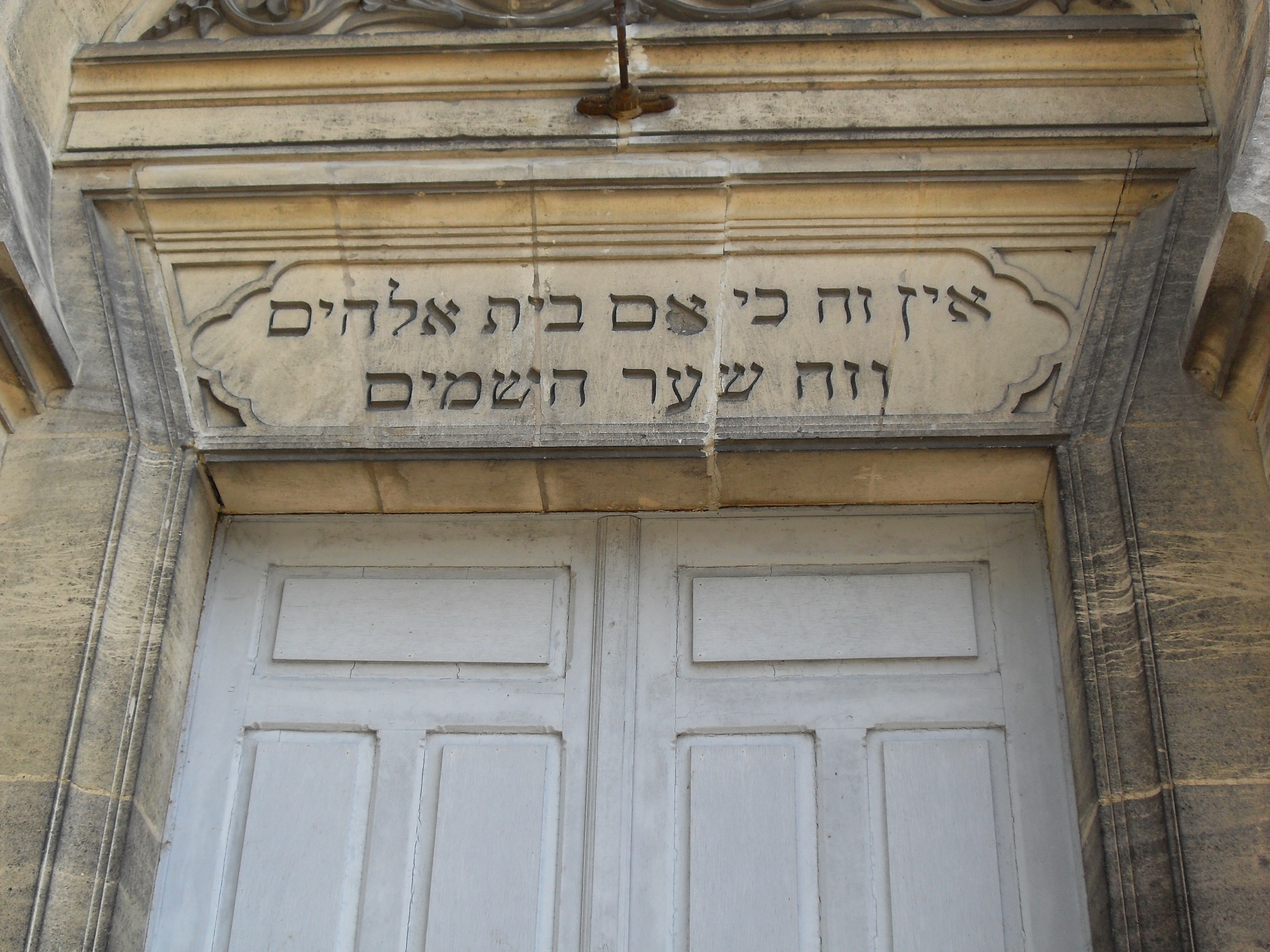
Verset au-dessus de la porte.